# اساریا (کانزاس)
اساریا (به انگلیسی: Assaria) شهری در ایالت کانزاس کشور ایالات متحده آمریکا است که جمعیت آن در سرشماری سال ۲۰۱۰ میلادی، ۴۱۳ نفر بوده‌است.